# كتيبة الشرطة الاحتياطية 101
كتيبة الشرطة الاحتياطية 101 عبارة عن تشكيل شبه عسكري ألماني نازي تابع لشرطة النظام، والتي تعمل تحت سيطرة قوات الأمن الخاصة. تشكلت في هامبورغ وتم نشرها في سبتمبر 1939 جنبا إلى جنب مع الجيش الفيرماخت في غزو بولندا. في البداية، كانت كتيبة الشرطة 101 ( (بالألمانية: Polizeibataillon 101)‏ تحرس أسرى الحرب البولنديين وراء الخطوط الألمانية، ويُدعى «إجراءات إعادة التوطين»، في إقليم وارثغاو الجديد حول بوزنان وودج .  بعد تغيير الموظفين وإعادة التدريب من مايو 1941 حتى يونيو 1942،  أصبح مرتكبًا رئيسيًا للمحرقة في بولندا المحتلة.  
بين عامي 1939 و1945، احتفظت شرطة النظام بتشكيلات الكتائب، تم تدريبها وتجهيزها بواسطة مكاتب الشرطة الرئيسية داخل ألمانيا.   تختلف الواجبات المحددة على نطاق واسع من وحدة إلى وحدة ومن سنة إلى أخرى،   ولكن مهمة واحدة مشتركة وهي السيطرة على السكان المدنيين في البلدان التي تم احتلالها.  وبعد الغزو الألماني للاتحاد السوفيتي في عملية بارباروسا عام 1941، انضم إلى شرطة النظام و شوتزشتافل حدات القتل المتنقلة لارتكاب مجازر بحق اليهود وراء الخطوط الألمانية. وقعت أول عملية قتل جماعي لثلاثة آلاف يهودي على أيدي الشرطة الألمانية في بياليستوك في 12 يوليو 1941 في أراضي بولندا التي ضمتا الاتحاد السوفيتي،  تلتها مذبحة الأحد الدامية التي شملت 10 آلاف و12000 يهودي على يد كتيبة الشرطة الاحتياطية 133، ارتكبت في ستانيسلاو (الآن إيفانو فرانكيفسك، أوكرانيا) في 12 أكتوبر 1941 بمساعدة سيبو والشرطة الأوكرانية المساعدة.   
بلغت عمليات إطلاق النار في روسيا ذروتها في مذبحة الكتيبة 45 التي ارتكبت بحق 33000 يهودي في بابي يار.  أصبحت كتائب شرطة النظام أمرًا لا غنى عنه في تنفيذ الحل النهائي بعد مؤتمر وانسي عام 1942.  وقد جمعوا عشرات الآلاف من نزلاء حي اليهود النازي لترحيلهم إلى معسكرات الإبادة أثناء تصفية الأحياء اليهودية في بولندا، لكنهم شاركوا أيضًا في قتل اليهود البولنديين مع الجلاديين المعروف باسم الهولوكوست.  أثناء عملية راينهارد، ارتكبت عمليات القتل الجماعي على يد الكتيبة 101 ضد النساء والأطفال وكبار السن في مواقع مختلفة بما في ذلك معسكرات العمل القسري والمعسكرات الفرعية، كان أبرزها أكتيون إيرنتيفست عام 1943، أكبر مذبحة ألمانية لليهود في مجملها. 

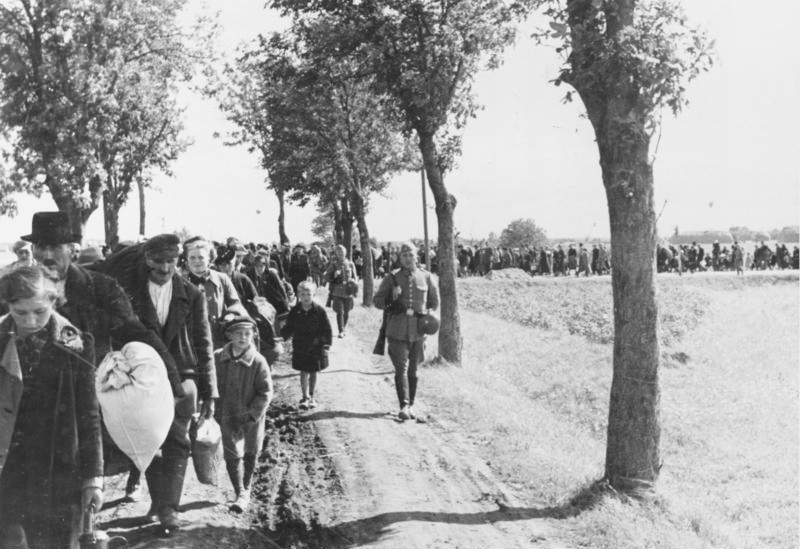
طرد من وارثغاو. أدى البولنديون إلى قطارات الماشية كجزء من التطهير العرقي في غرب بولندا، باستخدام الكتيبة 101

## كتيبة العمليات 101
تم نشر ما مجموعه 17 كتيبة شرطة بواسطة شرطة النظام أثناء غزو بولندا في عام 1939. كانت الكتيبة 101 واحدة من ثلاث كتائب من مدينة هامبورغ.  بعد بضعة أشهر من الخدمة الفعلية، تم نقل الكتيبة من كيلسي في بولندا، إلى ألمانيا في 17 ديسمبر 1939 للخضوع لتوسع كبير بعد عيد الميلاد. تم تكليف الجنود بتنظيم وحدات أرضية إضافية. تم نشر الكتيبة الموسعة بالفعل في بولندا مرة أخرى في مايو عام 1940 ، وخلال الأشهر الخمسة التالية، قامت بطرد جماعي من البولنديين  لإفساح المجال أمام المستعمرين الألمان الذين جلبوا إلى هايم إنس رايخ من المناطق التي اجتاحها حليفهم في موسكو أيضًا اعتبارا من الرايخ الثالث. 
تمت إدارة عمليات طرد البولنديين، إلى جانب عمليات خطف الأطفال البولنديين لغرض التوطين،  من قبل مؤسستين ألمانيتين هما VoMi وRKFDV تحت قيادة هاينريش هيملر.  في المستوطنات التي تم تطهيرها بالفعل من سكانها الأصليين البولنديين، وضعت فولكس دويتشه الجديدة من بيسارابيا ورومانيا ودول البلطيق تحت راية ليبنسراوم.  الكتيبة 101 «بإجلاء» 36972 بولنديًا في عملية واحدة، أي أكثر من نصف العدد المستهدف وهو 58628 في منطقة Warthegau الألمانية الجديدة (كان العدد الإجمالي 630,000 بحلول نهاية الحرب، مع مقتل ثلثي الضحايا) ،  لكنها ارتكبت أيضًا جرائم قتل بين المدنيين وفقًا لشهادات ما بعد الحرب لأحد -على الأقل- -أعضائها السابقين. 
خلال النصف الأول من العام المقبل، بدءًا من 28 نوفمبر 1940، قامت كتيبة الشرطة 101 بحراسة الحي اليهودي الجديد في لودز، الذي كان مكتظًا في النهاية بـ 160,000 يهودي.  و ودز غيتو كان ثاني أكبر غيتو اليهود في الحرب العالمية الثانية بعد غيتو وارسو حيثقتل رجال الشرطة من الكتيبة 61 عدد كبير من السجناء في الحي اليهودي.  عادت الكتيبة 101، التي يقودها الشرطي الرائد فيلهلم تراب،  إلى هامبورغ في مايو 1941، ومرة أخرى تم إرسال الجنود الأكثر خبرة لتنظيم المزيد من الوحدات. تم تشكيل كتائب جديدة، مرقمة 102 و103 و104، من قبلهم وتم إعدادهم للخدمة.  شمل تدريب جنود الاحتياط الجدد واجب مرافقة 3,740 من يهود هامبورغ وبريمن الذين تم ترحيلهم إلى الشرق لإعدامهم.  وفي الوقت نفسه، بدأ قتل اليهود من حي لودو اليهودي باستخدام شاحنات الغاز في تشيمنو في ديسمبر 1941. 

## تاريخ ما بعد الحرب
بعد فترة وجيزة من انتهاء الحرب، تم القبض على الرائد فيلهلم تراب من قبل السلطات البريطانية ووضع في معسكر نوينجام الدولي. بعد استجوابه من قبل البعثة العسكرية البولندية للتحقيق في جرائم الحرب في أكتوبر 1946،  تم تسليمه إلى بولندا مع درويز وبومان وكادلر. بعد ذلك، اتُهم تراب بارتكاب جرائم حرب من قبل محكمة سيدلس المحلية، وحُكم عليه بالإعدام في 6 يوليو 1948 وأُعدم في 18 ديسمبر 1948 مع غوستاف درويز.  ومع ذلك، مع بداية الحرب الباردة، لم تتعقب ألمانيا الغربية أي مجرمي حرب على الإطلاق خلال العشرين عامًا القادمة.   في عام 1964 تم القبض على العديد من الرجال. لأول مرة تم التحقيق في تورط الشرطة الألمانية من هامبورغ في مذابح في وقت الحرب من قبل النيابة الألمانية الغربية. في عام 1968 بعد محاكمة استمرت عامين حكم على 3 رجال بالسجن 8 أعوام احدهم لستة سنوات، واحد إلى 5 سنوات. ستة رجال شرطة آخرين - جميع الرتب الدنيا - ثبتت إدانتهم ولكن لم تصدر ضدهم أحكام. ذهب الباقي ليعيشوا حياتهم الطبيعية. 

## ملخص مهمات الإبادة الجماعية
يعتمد الجدول التالي في معظمه على حكم محكمة هامبورغ لعام 1968،  ومقارنته بالبيانات ذات الصلة من متحف تاريخ اليهود البولنديين وقواعد البيانات الأخرى القابلة للبحث. 
| 'عمليات القتل لكتيبة الشرطة الاحتياطية 101 في بولندا المحتلة' |                          |                                                                       |                |
| موقعك                                                         | تاريخ                    | نوع العملية والمشاركين                                                | الضحايا اليهود |
| يوزيفوف                                                       | يوليو 1942               | إطلاق نار جماعي / كتيبة كاملة                                         | 1500           |
| Łomazy                                                        | أغسطس 1942               | إطلاق نار جماعي / الفيلق الثاني، هيويس                                | 1700           |
| Parczew                                                       | أغسطس 1942               | الإبادة، قطارات الموت /الفيلق الأول والثاني، هيويس                    | 5000           |
| Międzyrzec Podlaski Ghetto                                    | أغسطس 1942               | الإبادة / الفيلق الثاني، والثالث. الفيلق الأول والثاني والثالث، هيويس | 12000          |
| Radzyń                                                        | أكتوبر 1942              | الإبادة، قطارات الموت / الفيلق الأول، هيويس                           | 2000           |
| Parczew                                                       | أكتوبر 1942              | الرماية الجماعية / الفيلق الأول والثاني، هيويس                        | 5000           |
| Bia Poda Podlaska ومقاطعتها                                   | October & November 1942  | Międzyrzec غيتو الإبادة، والقطارات الموت                              | 10800          |
| Komarówka                                                     | أكتوبر ونوفمبر 1942      | Międzyrzec غيتو                                                       | 600            |
| Wohyń                                                         | أكتوبر ونوفمبر 1942      | Międzyrzec غيتو                                                       | 800            |
| Czemierniki                                                   | أكتوبر ونوفمبر 1942      | Międzyrzec غيتو                                                       | 1000           |
| Radzyń                                                        | أكتوبر ونوفمبر 1942      | الإبادة، وقطارات الموت                                                | 2000           |
| Międzyrzec غيتو                                               | أكتوبر ونوفمبر 1942      | معسكرات الموت                                                         | 15200          |
| ميزيدزيك غيتو                                                 | مايو 1943                | معسكرات الموت مايدانيك في تريبلينكا                                   | 3000           |
| أكتيون إرنتيفست                                               | 3 نوفمبر 1943            | يومين من إطلاق النار الشامل / كتيبة كاملة                             | 43000          |
| المجموع                                                       | يوليو 1942 - نوفمبر 1943 | الكتيبة 101 في بولندا المحتلة                                         | (83,000)       |

## القادة
لدى عودتها إلى بولندا المحتلة، في 12 يونيو 1942، كان لكتيبة الشرطة الاحتياطية 101 هيكل القيادة التالي: 
- الفيلق 1: الكابتن، هوبتستثرمفهرر يوليوس Wohlauf (حتى أكتوبر عام 1942، ثم الكابتن Steidtmann)

- الفصيلة الأولى: الملازم الأول بويزن
- الفصيلة الثانية: الاحتياط الثاني الملازم بومان
- الفصيلة الثالثة: Zugwachmeister Junge

- الفيلق الثاني: Oberleutnant Hartwig Gnade (حتى مايو 1943 ، ثم الملازم Dreyer)

- الفصيلة الأولى: الملازم الثاني شورير
- الفصيلة الثانية: الملازم الثاني كيرت درير
- الفصيلة الثالثة: هاوبواتشميستر ستارك

- الفيلق الثالث: الكابتن فولفغانغ هوفمان (حتى نوفمبر 1942)

- الفصيلة الأولى: الملازم الثاني باولي
- الفصيلة الثانية: الملازم الثاني هاشميستر
- الفصيلة الثالثة: Hauptwachmeister Jückmann